# Crackle (servizio di streaming)
Crackle è un servizio di video on demand offerto da Sony Pictures Entertainment.
Il servizio è disponibile in 21 paesi, ed è accessibile su iOS, Android, Tablet, Smart TV e Console. Può anche essere visto in volo su American Airlines e Marriott Hotels & Resorts.
Originariamente noto come Grouper, e successivamente rinominato Crackle, il nome è stato ufficialmente cambiato in Sony Crackle il 14 gennaio 2018.

## Storia
Crackle è stata fondata come Grouper da Josh Felser, Dave Samuel, Mike Sitrin e Aviv Eyal nel 2004. Nell'agosto 2006, Sony ha acquistato il sito per $65 milioni. Nel luglio del 2007, Sony annunciò che Grouper sarebbe stato ridisegnato e riproposto come Crackle, una rete di video-intrattenimento e studio multipiattaforma, con lungometraggi e programmi televisivi dalla libreria di Sony e che avrebbe prodotto contenuti originali creati per Internet. Alla fine del 2008, Crackle, con sede a San Francisco, è stato trasferito alla base della Sony a Culver City per essere formalmente piegato nelle operazioni di contenuti digitali dello studio.
Nel marzo 2011, Crackle è diventato disponibile per lo streaming su PlayStation 3, le scatole Roku, lettori Blu-ray Sony e TV Bravia. Nell'aprile 2011, Crackle ha annunciato che avrebbero pubblicato app per sistemi iOS e Android nel giugno dello stesso anno. Crackle ha inoltre collaborato con Xbox Live, rendendo disponibile il suo contenuto per Xbox 360. Nel giugno 2013, Crackle ha messo in commercio un'app per la piattaforma BlackBerry 10. Nel dicembre 2013, Crackle ha reso disponibile il suo contenuto per il set-top box di Apple TV.
Nel gennaio 2012, Crackle ha aggiunto Animax al suo contenuto, disponibile per gli spettatori negli Stati Uniti e in Canada. Verso la fine del 2013, il marchio Animax è stato rimosso. In Australia, Crackle trasmette la soap opera statunitense Il tempo della nostra vita dopo che l'emittente televisiva Nine Network, l'ha trasmessa per 45 anni.
Diversi spettacoli di anime di Funimation sono trasmessi sul servizio. Il 31 luglio 2017, la Sony Pictures Television ha annunciato che avrebbe acquistato una partecipazione di controllo del 95% in Funimation per $ 143 milioni, un accordo che è stato approvato dal Dipartimento della giustizia degli Stati Uniti d'America il 22 agosto 2017 e chiuso il 27 ottobre 2017.
Il 1º aprile 2014, la Sony Pictures Television ha cessato le sue attività di Crackle nel Regno Unito e in Australia quasi quattro anni dopo che Crackle si era espanso nel Regno Unito. Crackle UK ha faticato a conquistare un vasto pubblico a causa di altri concorrenti come LoveFilm e Netflix. Due giorni dopo, NBCUniversal Television & New Media Distribution ha siglato un accordo pluriennale con Crackle per trasmettere in streaming più di 140 lungometraggi NBCUni. Ma Crackle ha interrotto il servizio nel Regno Unito nell'aprile 2014 senza preavviso.
Il 4 giugno 2015 Crackle ha annunciato una nuova collaborazione tra Moat e Freewheel nel primo sistema completo del settore per tracciare la misurazione degli annunci visualizzabili su TV connessa.
L'8 ottobre 2015, debutta SuperMansion, una serie televisiva animata in stop-motion creata da Matthew Senreich e Zeb Wells. La serie vede la partecipazione di Bryan Cranston, Heidi Gardner, Tucker Gilmore, Keegan-Michael Key, Tom Root, Yvette Nicole Brown, Wells stesso e Jillian Bell. La seconda stagione, premiata con l'Emmy è stata distribuita dal 16 febbraio al 20 aprile 2017, mentre la terza è stata pubblicata dal 7 maggio al 4 ottobre 2018.
Il 20 aprile 2016, Crackle ha annunciato una soluzione pubblicitaria innovativa che sostituisce la convention nella loro presentazione anticipata chiamata pubblicità "BreakFree". L'esperienza di BreakFree promuove il binge watching degli spettacoli originali di Crackle mentre crea una trama narrativa per gli inserzionisti.
Inoltre, Crackle ha presentato una nuova strategia di realtà virtuale che consente agli inserzionisti di raggiungere i consumatori attraverso esperienze di realtà virtuale dinamiche. Progettato per immergere e coinvolgere gli spettatori, il servizio di streaming supportato da pubblicità di Sony è il primo network AVOD in assoluto a fornire ai marchi opportunità pubblicitarie e iniziative di marketing che sfruttano questa tecnologia rivoluzionaria.
Il 17 gennaio 2017 è stato annunciato che Comedians in Cars Getting Coffee si sarebbe trasferita su Netflix.
Tra il 2016 e il 2018, il servizio ha annunciato altre nuove serie, tra cui StartUp, Snatch (basata sul film del 2000 Snatch - Lo strappo) e The Oath.

## Contenuti

### Serie televisive

#### Drama
| Titolo          | Inizio           | Fine            | Stagioni | Episodi | Durata    | Stato      |
| --------------- | ---------------- | --------------- | -------- | ------- | --------- | ---------- |
| Trenches        | 16 febbraio 2009 | 5 marzo 2010    | 1        | 10      | 5-7 min   | Terminate  |
| Angel of Death  | 2 marzo 2009     | 13 marzo 2009   | 1        | 10      | 8-10 min  | Terminate  |
| The Bannen Way  | 23 dicembre 2009 | 22 gennaio 2010 | 1        | 16      | 5-8 min   | Terminate  |
| Chosen          | 17 gennaio 2013  | 15 aprile 2014  | 1        | 18      | 23 min    | Terminate  |
| Cleaners        | 3 ottobre 2013   | 19 agosto 2014  | 1        | 18      | 23 min    | Terminate  |
| Sequestered     | 5 agosto 2014    | 14 ottobre 2014 | 1        | 12      | 22-23 min | Terminate  |
| The Art of More | 19 novembre 2015 | in corso        | 2        | 20      | 43-46 min | In sospeso |
| StartUp         | 6 settembre 2016 | in corso        | 2        | 20      | 43-46 min | Rinnovata  |
| The Oath        | 8 marzo 2018     | in corso        | 1        | 10      | 43-49 min | Rinnovata  |

#### Commedie
| Titolo                           | Inizio          | Fine           | Stagioni | Episodi | Durata    | Stato                 |
| -------------------------------- | --------------- | -------------- | -------- | ------- | --------- | --------------------- |
| Star-ving                        | 16 gennaio 2009 | 13 marzo 2009  | 1        | 12      | 8-10 min  | Terminate             |
| Jailbait                         | 1º aprile 2011  | 1º aprile 2011 | 1        | 10      | 5 min     | Terminate             |
| Comedians in Cars Getting Coffee | 19 luglio 2012  | in corso       | 10       | 72      | 23 min    | Trasferita su Netflix |
| SuperMansion                     | 7 ottobre 2015  | in corso       | 3        | 31      | 22 min    | In sospeso            |
| Snatch                           | 16 marzo 2017   | in corso       | 2        | 20      | 42-43 min | In sospeso            |
| Rob Riggle's Ski Master Academy  | 23 agosto 2018  | in corso       | 1        | 8       | 22 min    | In sospeso            |

#### Miniserie
| Titolo                       | Inizio         | Episodi | Durata  |
| ---------------------------- | -------------- | ------- | ------- |
| Rog & Davo’s Guide to Russia | 11 giugno 2018 | 10      | 4-6 min |

#### Altro
| Titolo           | Inizio            | Fine     | Stagioni | Episodi | Durata    | Stato     |
| ---------------- | ----------------- | -------- | -------- | ------- | --------- | --------- |
| The Unknown      | 13 luglio 2012    | n/a      | 1        | 6       | 22-23 min | Terminata |
| Sports Jeopardy! | 24 settembre 2014 | in corso | 3        | 116     | 22-24 min | In pausa  |

### Film
| Titolo                        | Genere          | Pubblicazione    | Durata  |
| ----------------------------- | --------------- | ---------------- | ------- |
| Extraction                    | Azione          | 5 settembre 2013 | 106 min |
| Gli specialisti (film 2015)   | Thriller        | 30 gennaio 2015  | 87 min  |
| Dead Rising: Watchtower       | Horror          | 27 marzo 2015    | 118 min |
| Joe Dirt 2 - Sfigati si nasce | Commedia        | 16 luglio 2016   | 106 min |
| Dead Rising: Endgame          | Horror          | 20 giugno 2016   | 96 min  |
| Mad Families                  | Commedia        | 12 gennaio 2017  | 87 min  |
| In the Cloud                  | Drammatico      | 8 febbraio 2018  | 88 min  |
| Office Uprising               | Commedia horror | 19 luglio 2018   | 88 min  |

### Serie televisive
| Titolo                                                  | Genere                  |
| ------------------------------------------------------- | ----------------------- |
| Accident Park                                           | Commedia                |
| The Butcher                                             | Drammatico              |
| CAPO                                                    | Drammatico              |
| The Row                                                 | Drammatico              |
| RPM                                                     | Drammatico              |
| The Transplant                                          | Drammatico              |
| Tribes                                                  | Drammatico              |
| Serie senza titolo basata sul racconto Cuore di tenebra | Fantascienza/Drammatico |

### Film
| Titolo          | Genere   | Pubblicazione |
| --------------- | -------- | ------------- |
| Party Boat      | Commedia | TBA           |
| Federal Offense | Commedia | TBA           |

### Libreria di Film e TV
Sony Crackle include molti titoli Columbia Pictures, TriStar Pictures, Screen Gems, Sony Pictures Classics e Sony Pictures Worldwide Acquisitions e serie televisive di proprietà di Sony come Damages, Rescue Me, The Shield e Seinfeld. Il suo contenuto viene aggiornato mensilmente, con titoli aggiunti e tolti.

### Partner di contenuti
- 20th Century Fox
- Aniplex[48]
- Discotek Media
- Entertainment One/Alliance Films (solo in Canada)
- FOX Digital[49]
- Funimation[16]
- Legendary Pictures/Legendary Digital Media
- Lions Gate Entertainment[50]
- Metro-Goldwyn-Mayer[50]
- Miramax
- Morgan Creek Productions
- Paramount Pictures
- RatPac-Dune Entertainment
- Red Bull
- SnagFilms[51][52]
- StudioCanal (solo in Europa)
- The Walt Disney Company
- Toei Animation[53]
- The Weinstein Company/Dimension Films
- Universal Studios[20]
- Village Roadshow Pictures
- Warner Bros./New Line Cinema

## Disponibilità
Sony Crackle è disponibile in 21 paesi e in tre lingue: inglese, spagnolo e portoghese.
Sony Crackle è stato ufficialmente lanciato in Canada nel settembre 2010. A partire dalla fine del 2015, molte delle serie originali del servizio sono state rese disponibili solo attraverso i servizi locali Shomi e CraveTV. Dopo la chiusura di Shomi nell'autunno 2016, le nuove produzioni hanno continuato a essere distribuite in esclusiva su Crave TV, così come Amazon Prime Video e Super Channel. Le operazioni canadesi di Crackle si sono interrotte il 28 giugno 2018, con il suo contenuto trasferito ai nuovi servizi di CTV Movies e CTV Vault della Bell Media.
Alla fine del 2016, Sony Crackle non è più offerto come servizio gratuito in America Latina. Invece, è offerto come servizio premium senza pubblicità. È necessario essere abbonato a un fornitore di pay TV che ha collaborato con Sony Crackle per registrarsi come membro per accedere e pagare il servizio.